# Be'eri
Be'eri (în ebraică בְּאֵרִי) este un kibuț din Neghevul de vest in sudul Israelului, aflat la 4 km est de granița cu Fâșia Gaza.
El face parte din Consiliul Regional Eshkol și este așezarea cea mai nordică din cadrul acestuia.
Kibuțul Be'eri a fost întemeiat la sfârșitul zilei de Yom Kipur 1946 în cadrul programului celor 11 puncte de așezare.
El a fost chemat așa, după Be'eri, numele ebraic sub care era cunoscut unul dintre conducătorii sioniști social-democrați, Berl Katznelson.
Kibuțul aparține Mișcării Kibuțiene (Hatnuá Hakibutzit) 
La 26 iunie 2022 populația localității era de 1108 persoane, ceea ce face ca ea sa fie cea mai populată așezare din Consiliul regional Eshkol.
În masacrul din 7 octombrie 2023 săvârșit de 300 membri înarmați ai Hamasului din tabăra Nuseyrat (detașamentul Străjerilor Al Aksa) au fost omorâți 101 locuitori și au fost răpiți 32.

## Nume

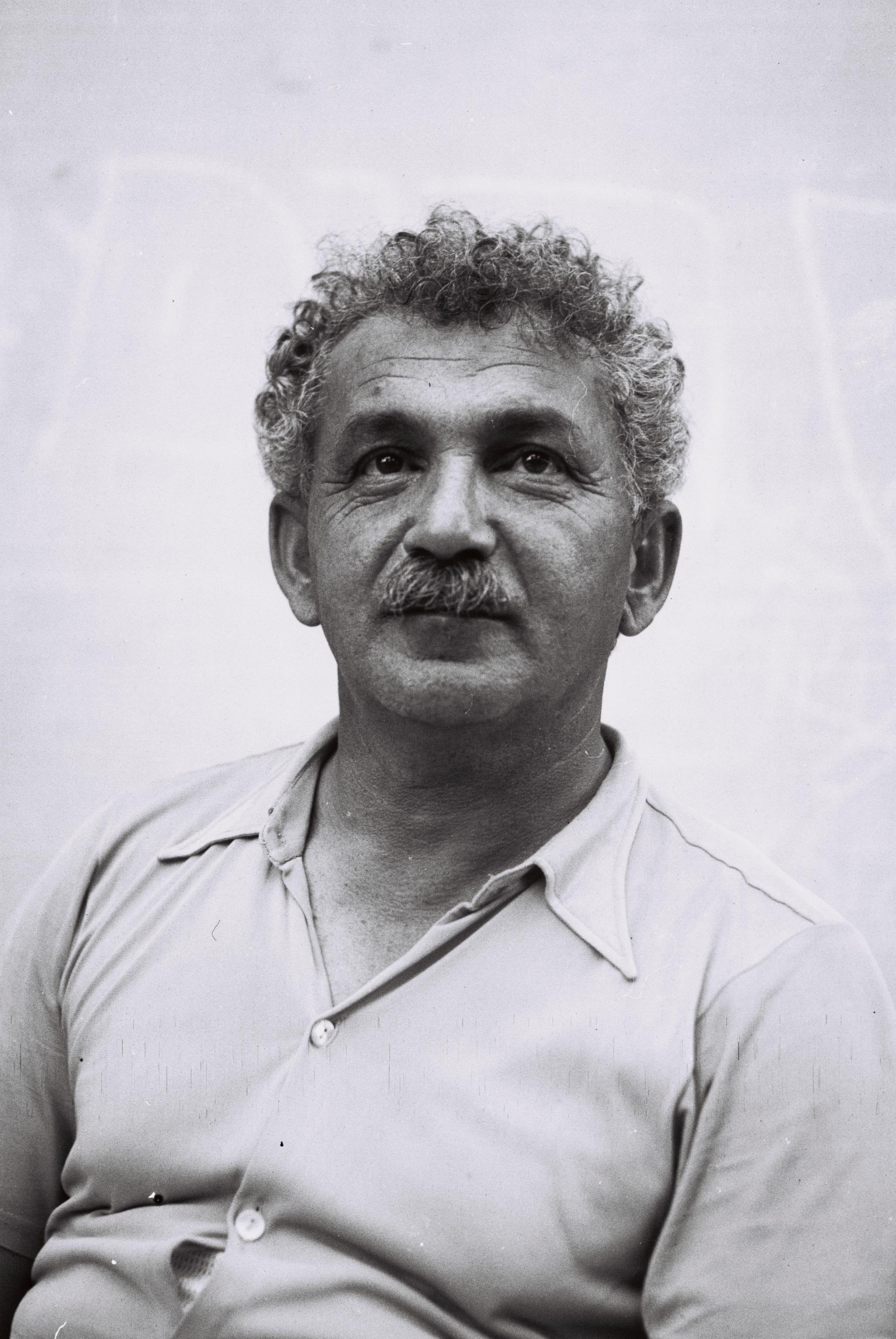
Berl Katznelson

Kibuțul a fost denumit Be'eri după numele ebraic și pseudonimul literar al lui Berl Katznelson (1884-1944),  ideolog carismatic al socialismului sionist, redactor al ziarului „Davar” între 1925-1944. În Biblie Be'eri era tatăl profetului Osea (Hoshéa), conducător al tribului israelit Ruben (Reuvén)

## Poziția geografică
Kibuțul este situat pe o colină în partea de nord-vest a deșertului Negev, la 11 km de Marea Mediterană. Granița Fâșiei Gaza se află la 4 km nord-vest de kibuț.
În împrejurimile sale se află kibuțurile Alumim și Re'im, moșavurile Kfar Maimon și Shokeda, în timp ce dincolo de frontiera Fâșiei Gaza se află satul Juhor ad-Dik.

## Istoria

### Începuturile. Războiul de Independență
Kibuțul Be'eri a fost întemeiat la 6 octombrie 1946 ca unul din așa numitele „Unsprezece puncte” de așezare evreiască în deșertul Neghev. El se află lângă Wadi Nahabir, la câțiva kilometri sud de așezarea Beerot Itzhak. Fondatorii săi erau membri ai mișcării de tineret Hanoar Haoved vehalomed (Tineretul muncitor și școlar) care au urmat un curs de instrucție la Maoz Haim, precum și câțiva cercetași.El a fost numit Be'eri, un nume biblic utilizat ca pseudonim de către Berl Katznelson, unul din ideologii carismatici ai social-democrației evreiești din Palestina.
În 1947 Be'eri a avut peste 150 locuitori. Primii dintre ei s-au ocupat cu punerea în valoare a pământului pentru agricultură și plantarea de copaci.
.

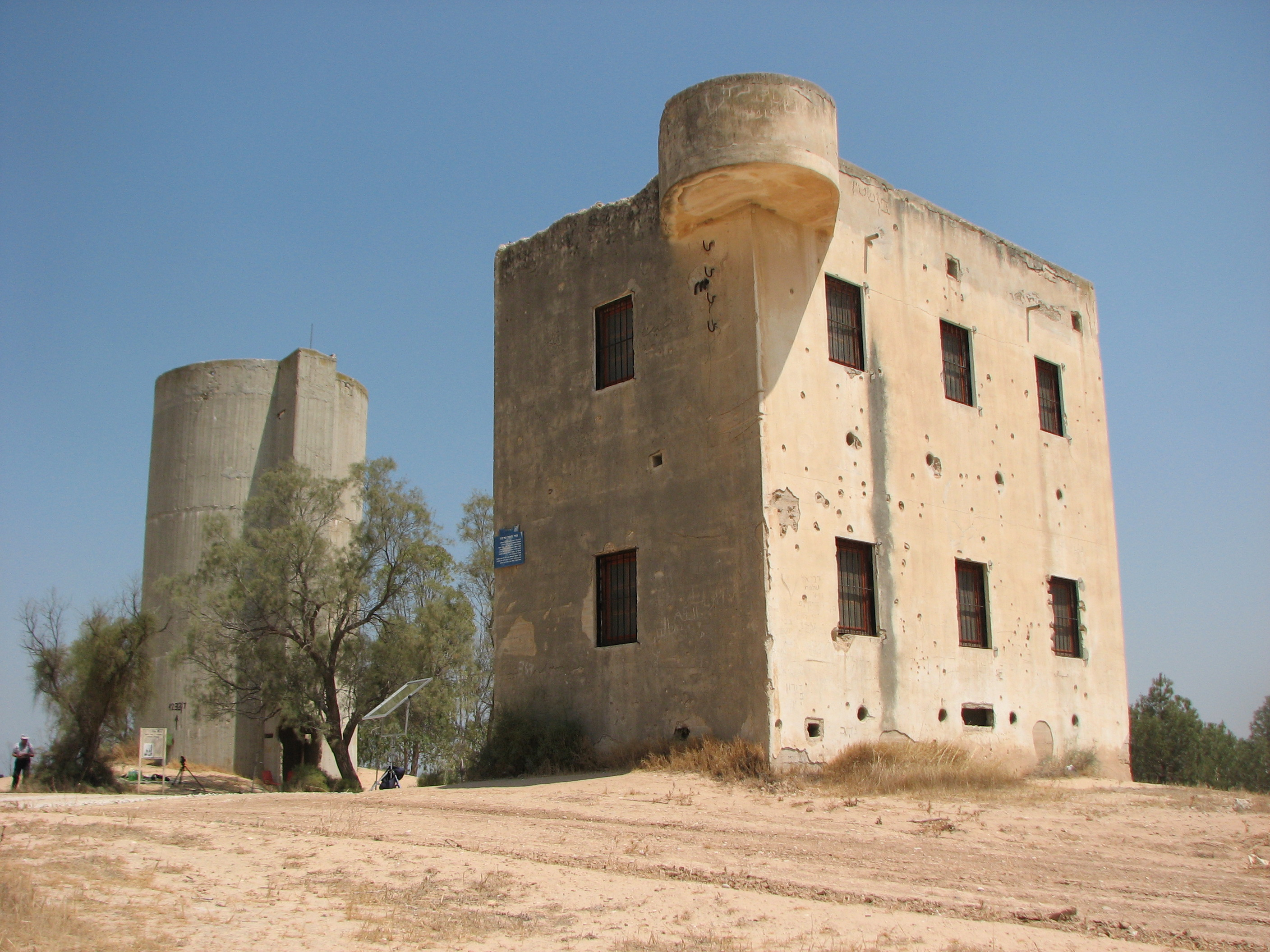
Vechiul Be'eri - 1946 - Casa de pază și turnul de apă

Acestora li s-au alăturat câțiva tineri evrei veniți din Irak prin deșert. În primii ani doar o parte a fondatorilor au locuit în kibuț, ceilalți stând, din motive de securitate, la Ghedera, 
În timpul Războiului de independență al Israelului kibuțul a fost bombardat de armata egipteană. Lângă el s-a înființat un adăpost iar locuitorii au fost înarmați cu câteva puști și o mitralieră.
După rapoartele Fondului Național Evreiesc, kibuțul a fost vreme de câteva luni complet izolat „dar locuitorii săi au reușit să rămână în zonă până la cucerirea Neghevului de către armata statului evreiesc Israel (recent întemeiat) în octombrie 1948."
După proclamarea Israelului în mai 1948 kibuțul s-a mutat 3 km mai la sud-est, în locul actual, unde terenul era mai propice pentru agricultură. În cursul anilor kibutul a atras numeroși voluntari din diverse țări, între care s-a numărat și viitoarea membră a Congresului american, Michele Bachmann, care a participat acolo la munci agricole în 1974.

### Secolul al XXI-lea
Kibuțul Beeri a devenit unul din kibuțurile cele mai prospere din Israel. În cursul Intifadei Al-Aqsa (2000-2005) kibuțul a început să devină ținta unor rachete de tip Qassam și a unor tiruri de proiectile palestiniene din direcția Fâșiei Gaza vecine. În vara 2014 în perioada operațiunii Tzuk Eitan nouă combatanți palestinieni au pătruns printr-un tunel in teritoriul Israelului la 9 km de kibuț. Ei au prins într-o ambuscadă un jeep militar israelian, au omorât pe maiorul Amotz Grinberg și pe șoferul sau, Adar Barsano, și s-au întors în Fâșia Gaza.
În vara 2015 cu ocazia aniversării faptelor de arme din 2014, organizația Hamas a difuzat mai multe filme scurte. Unul din ele a înfățișat o incursiune a membrilor Hamas în kibuțul Beeri. Președintele Consilului Regional Eshkol, Haim Yalin, a afirmat că imaginile din film erau false: teroriștii nu au intrat în Beeri, iar terenul care se vedea în film nu erau colinele de la Beeri ci dune de pe litoralul Fâșiei Gaza.
În primăvara 2018 palestinienii au început să lanseze zilnic din Fâșia Gaza spre zona kibuțului trei-patru zmei incendiari, provocând incendii. Ca urmare kibuțnicii au organizat un „comando de pompieri” destinat stingerii numeroaselor incendii de acest fel. În plus kibuțul a continuat să fie expus în repetate rânduri la atacurile cu rachete și bombe palestiniene.

#### Masacrul din 7 octombrie 2023
În cursul anilor au existat relațiile bune între locuitorii kibuțului Be'eri și mulți arabi palestinieni din Fâșia Gaza vecină. După cum relata ziaristul Bret Stephens Kibuțul Be’eri era cunoscut pentru opinii pacifiste. El a întemeiat chiar un fond de ajutorare financiară a locuitorilor din zona Gaza veniți cu premise de lucru în kibuț și kibuțnicii s-au oferit adesea voluntar sa transporte bolnavi palestinieni la un centru oncologic din sudul Israelului.

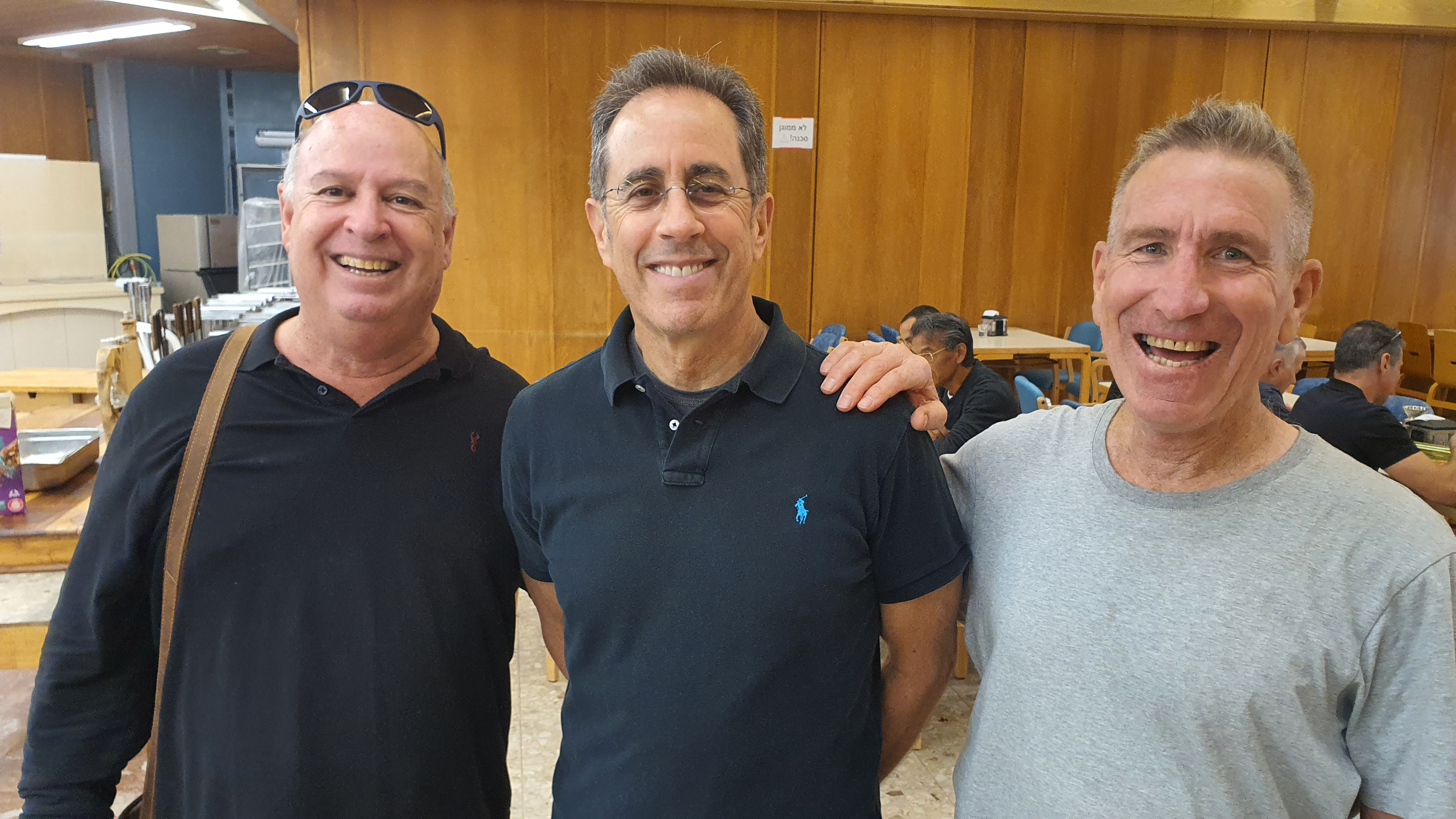
Actorul american Jerry Seinfeld, în vizită de solidaritate, cu membri ai kibuțului Be'eri în cantina kibuțului, 19 decembrie 2023

Sâmbătă, 7 octombrie 2023, în vremea sărbătorii evreiești de Simhat Tora, în cadrul unui atac surpriză denumit Potopul Al Aqsa, coordonat de organizațiile teroriste islamiste Hamas și Jihad Islami din Gaza împotriva localităților israeliene de graniță din nord-vestul Neghevului, inițial, peste o sută (ulterior trei sute) de palestinieni bine înarmați s-au infiltrat în kibuț. Ei au biruit grupul de străjeri ai kibuțului și primele întăriri militare care au fost alertate la fața locului și au masacrat în casele lor peste 100 de locuitori ai așezării, inclusiv câțiva membri ai strajei kibuțului. Au fost uciși și 26 soldați și 7 polițiști israelieni care veniseră să dea ajutor localității.
Cel puțin 32 persoane din kibuț au fost răpite de oamenii Hamasului, unele dintre ele fiind omorâte după ce au fost răpite. La masacru și la jefuirea localității au participat, în afară de membri ai Hamasului, și civili din Gaza. Invadatorii au cauzat mari pagube kibuțului, între altele, dând foc la case și ariilor înconjurătoare. Militari și polițiști israelieni sub comanda locotenent-colonelului Barak Hiram care au ajuns ulterior la kibuț s-au luptat din greu cu teroriștii, dintre care unii s-au baricadat în diverse locuri din kibuț. Până luni la amiază israelienii au izbutit să-i nimicească. În lupte au căzut încă 30 de militari israelieni.

## Demografie
În 2006 s-a înființat o sinagogă.

## Economia
Spre deosebire de multe kibuțuri privatizate , Beeri a păstrat vechiul model cooperatist. Principala sursă de venit a kibuțului a devenit tipografia modernă Dfus Beeri, care s-a dezvoltat pe locul primei tipografii a localității. Ea are o cifra anuală de afaceri de câteva sute de milioane de shekeli 
Exista și o activitate agricolă în ogoare și livezi, precum și un centru de închiriat biciclete.
Kibuțul este și unul din proprietarii firmei de arhitectură A.B.metakhnenim. De asemenea în kibuț funcționează o companie alimentară (de foodtech) Hinoman, care cultivă și comercializează Mankai sau Wolffia globosa.
Se mai cultivă și jojoba pentru uleiul extras din fructele ei și folosit în industria cosmetică. Mai există și o fermă care produce și brânzeturi

## Galerie

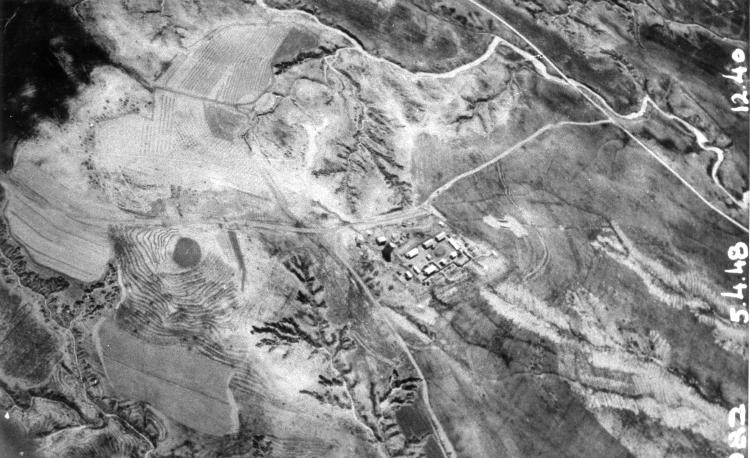
Kibutul Be'eri în 1948, vedere aeriană
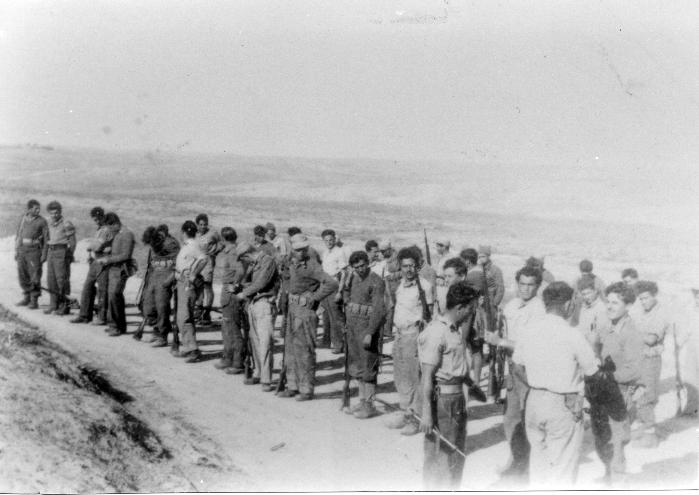
Luptatori ai brigazii Iftah la Be'eri în 1948
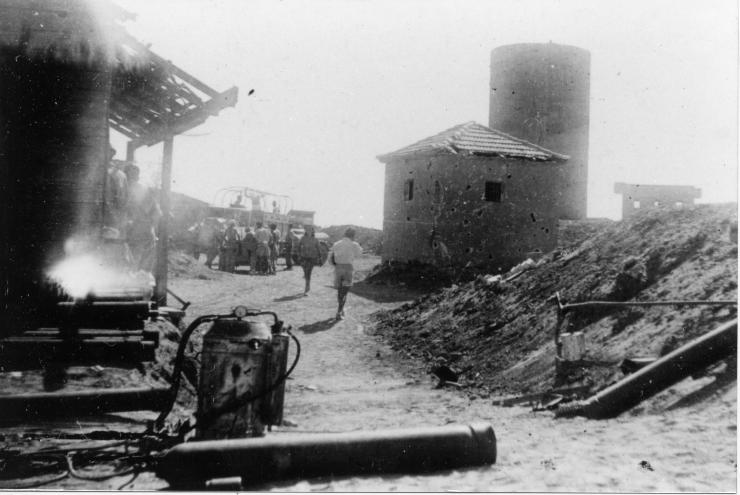
Kibuțul Be'eri după lupte,1948
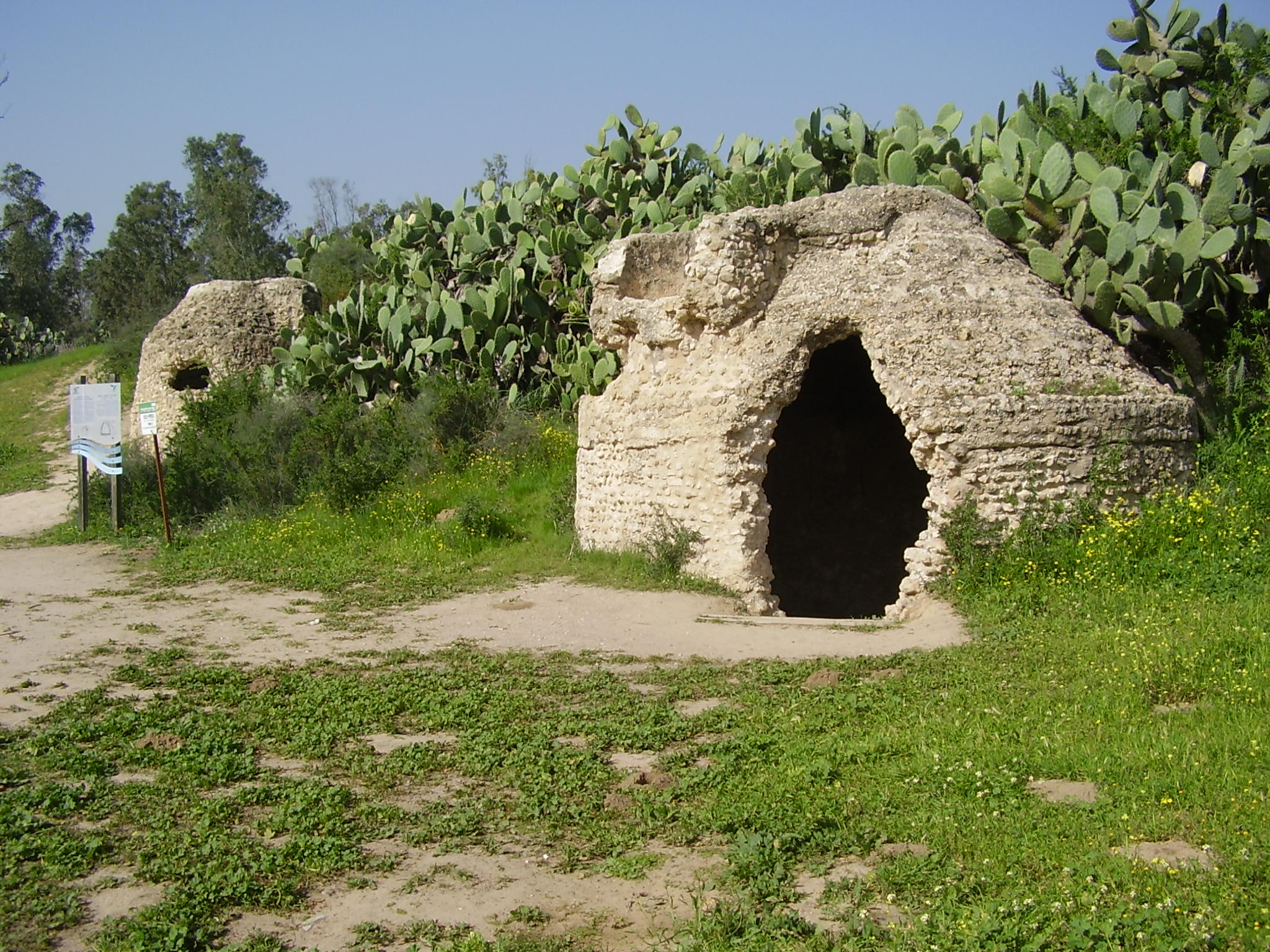
Cisternă bizantină
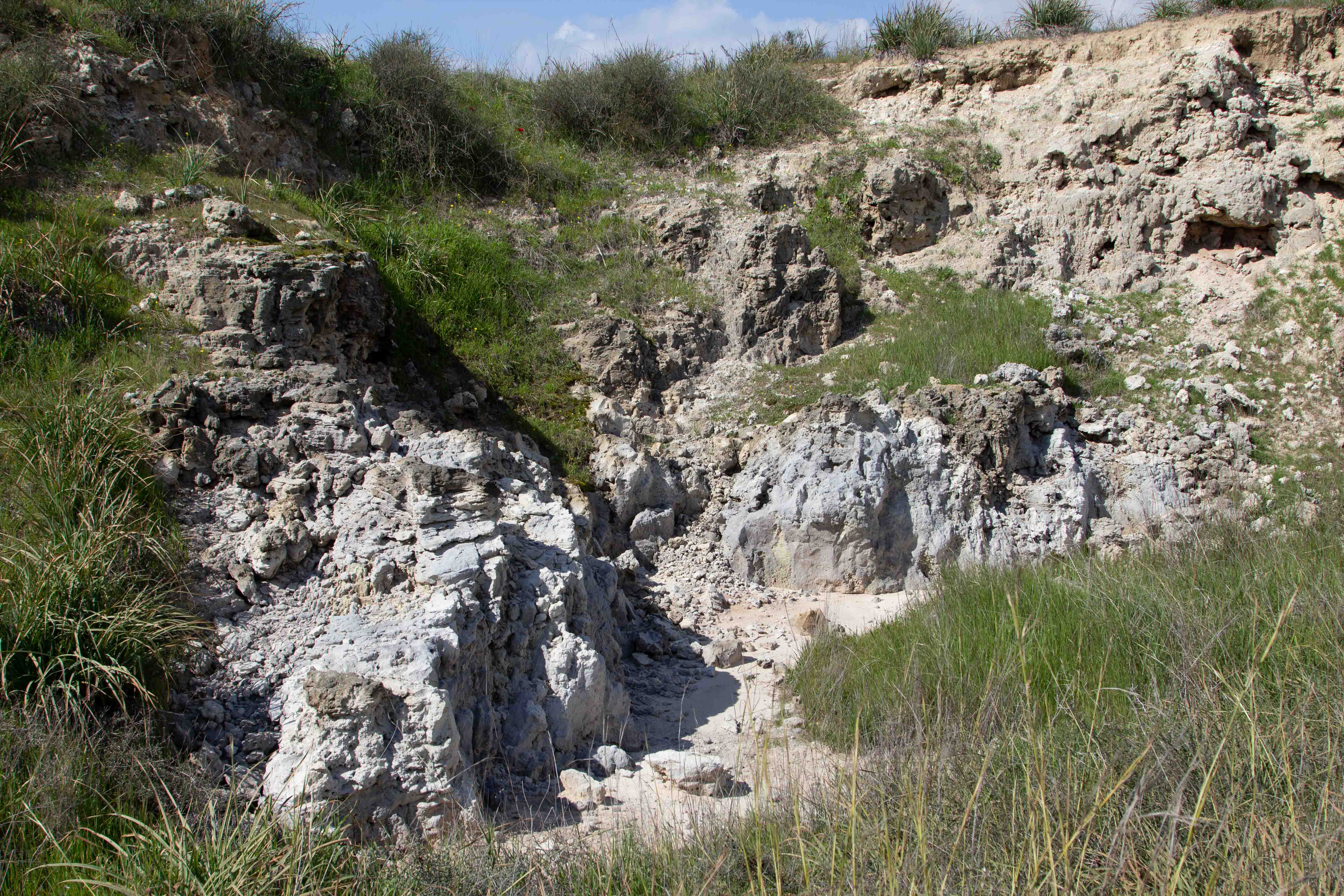
Exploatare antică de sulf
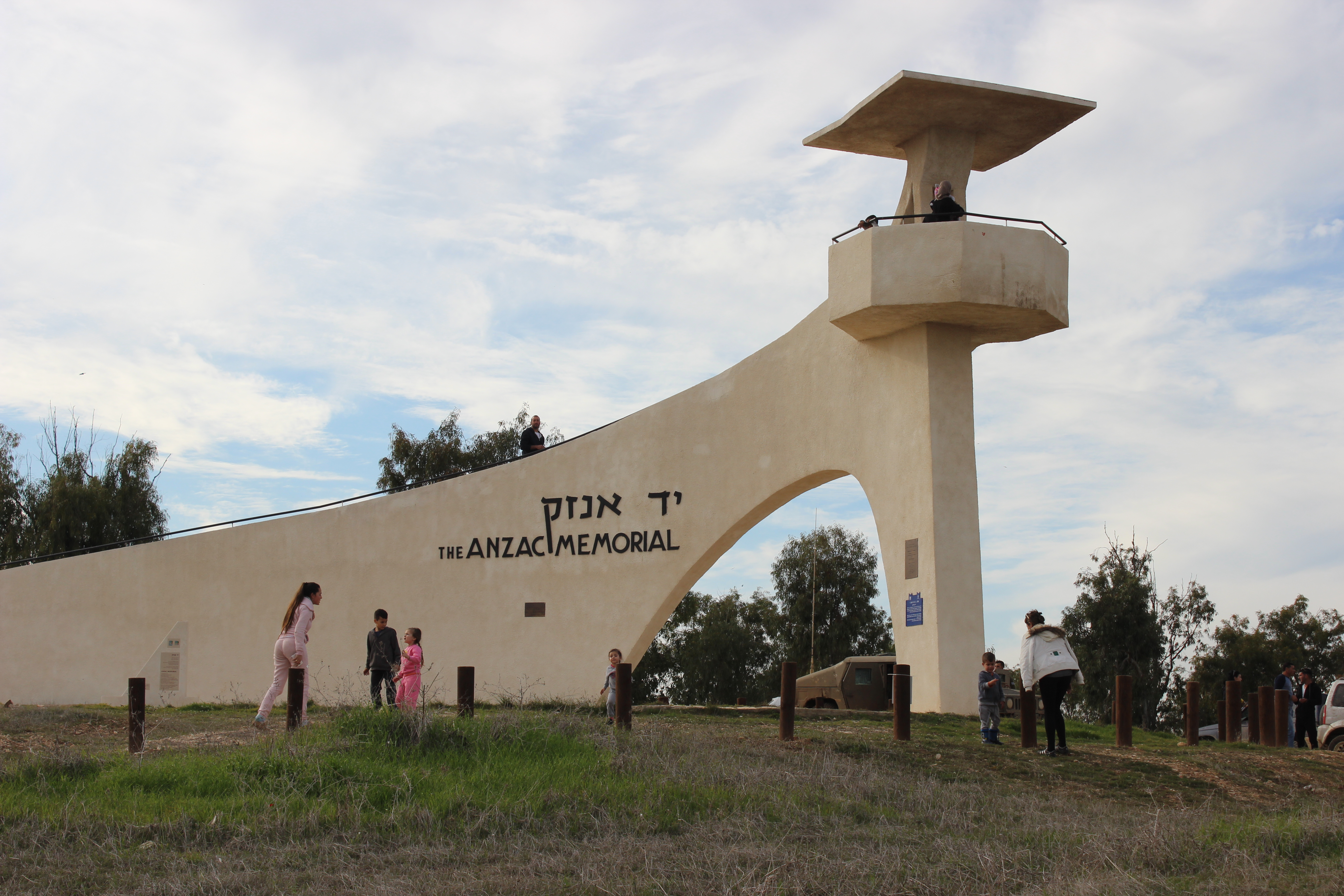
Monumentul ANZAC al soldaților australieni și neo-zeelandezi căzuți în lupta împotriva turcilor
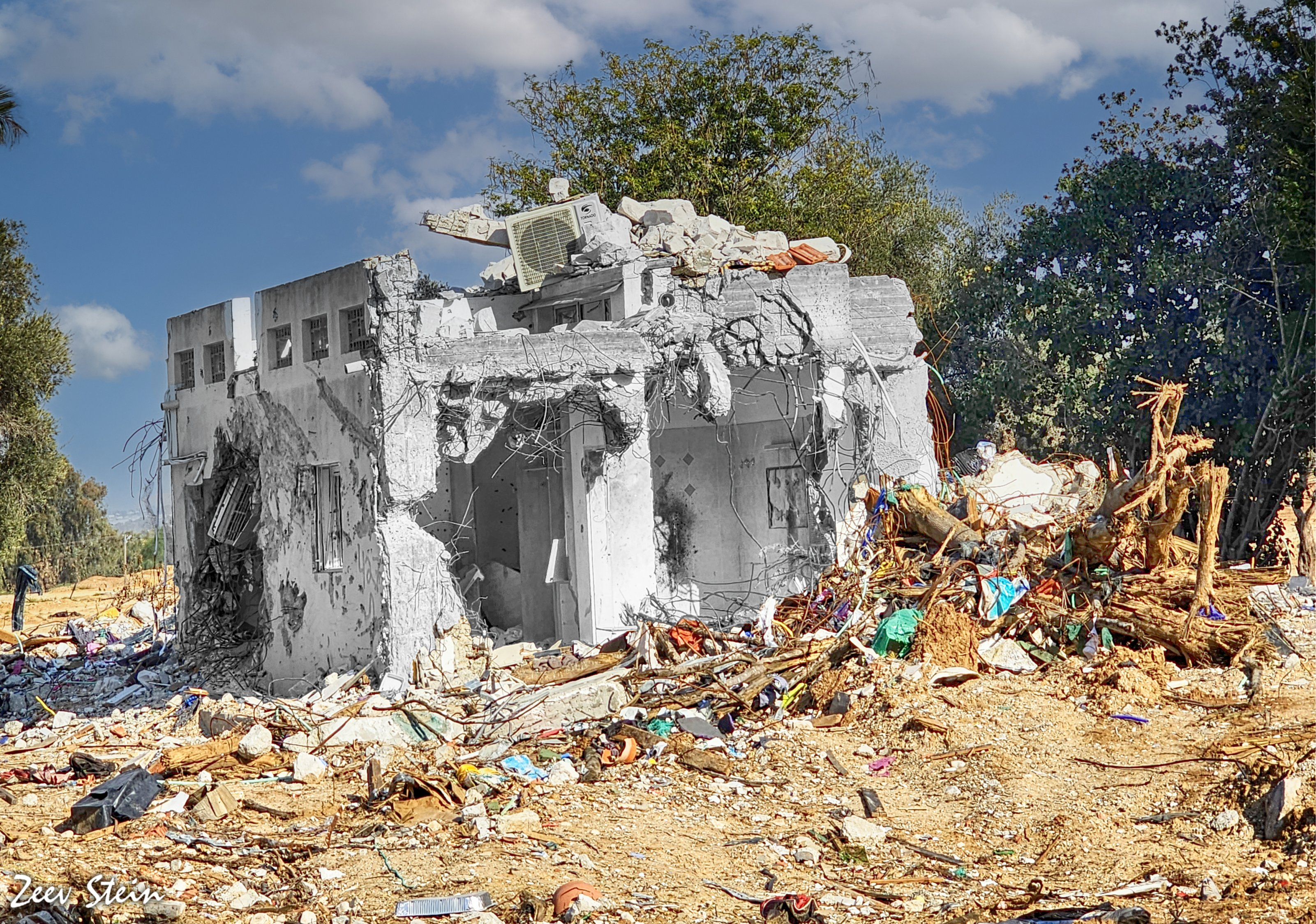
Case distruse în măcelul de la 7 octombrie 2023